# Veselá (Rokycanyi járás)
Veselá település Csehországban, Rokycanyi járásban. Veselá Milínov, Raková, Kamenný Újezd, Nevid és Mirošov településekkel határos. Lakosainak száma 320 fő (2024. január 1.).

## Népesség
A település lakosságának változását az alábbi diagram mutatja:
| Lakosok száma | 402  | 390  | 361  | 234  | 185  | 272  | 281  | 286  | 288  | 320  |
|               | 1869 | 1900 | 1921 | 1961 | 1980 | 2011 | 2016 | 2019 | 2021 | 2024 |